# Franz Bock
Franz Bock – niemiecki bobsleista, złoty medalista mistrzostw świata.

## Kariera
Największy sukces w karierze osiągnął w 1931 roku, kiedy reprezentacja Rzeszy Niemieckiej w składzie: Werner Zahn, Robert Schmidt, Franz Bock i Emil Hinterfeld zwyciężyła w czwórkach podczas mistrzostw świata w Sankt Moritz. Był to jednak jego jedyny medal wywalczony na międzynarodowej imprezie tej rangi. Nigdy nie wystąpił na igrzyskach olimpijskich.